# سرجیو برناردو المیرو
سرجیو برناردو المیرو (انگلیسی: Sergio Bernardo Almirón؛ زادهٔ ۷ نوامبر ۱۹۸۰) بازیکن فوتبال اهل آرژانتین است.
از باشگاه‌هایی که در آن بازی کرده‌است می‌توان به باشگاه فوتبال یوونتوس، باشگاه فوتبال هلاس ورونا، باشگاه فوتبال امپولی، آ.اس موناکو، باشگاه فوتبال کاتانیا، باشگاه فوتبال فیورنتینا، باشگاه فوتبال نیولز اولد بویز، باشگاه فوتبال باری، و باشگاه فوتبال اودینزه اشاره کرد.